# 在ローマ・フランス・アカデミー

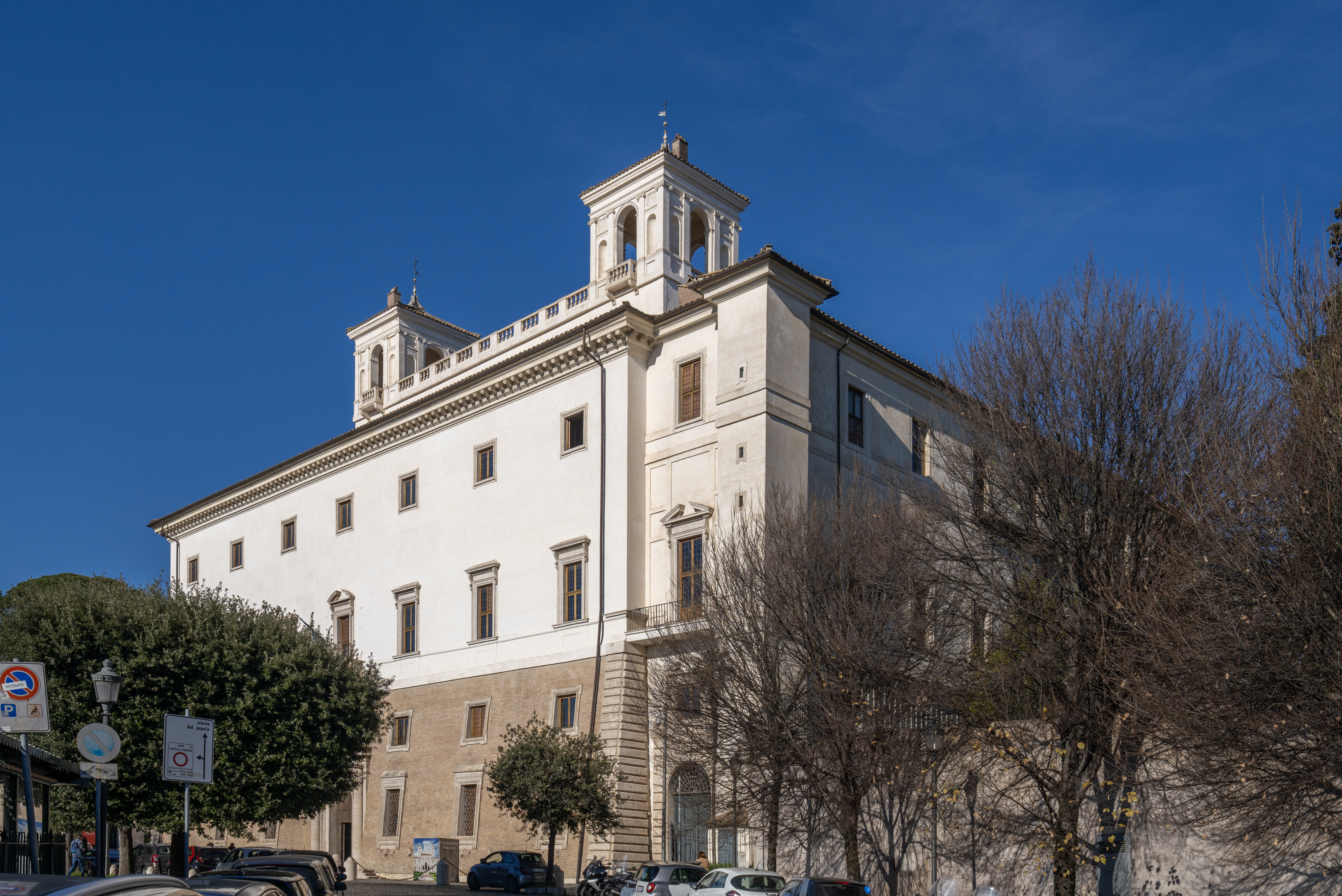
ヴィラ・メディチ

在ローマ・フランス・アカデミー（ざいローマフランスアカデミー、フランス語: Académie de France à Rome）は、イタリア、ローマのピンチョの丘のボルゲーゼ公園にあるヴィラ・メディチに入居するアカデミー。
フレデリック・ミッテラン校長は、公式のゲストが来場していない間は、客室を一般客に公開することとした。